# David Petrasek
David Petrasek (ur. 1 lutego 1976 w Jönköping) – szwedzki hokeista, reprezentant Szwecji.

## Kariera
- HV71 J20 (1993-1996)
- HV71 (1994-2002)
- Malmö Redhawks (2002-2005)
- HV71 (2005-2010)
- Dynama Mińsk (2010-2011)
- Sibir Nowosybirsk (2011)
- Atłant Mytiszczi (2011)
- HV71 (2012-2015)

Wychowanek i od stycznia 2012 ponownie zawodnik klubu HV71. Zdobył z klubem niespełna wszystkie medale mistrzostw Szwecji, razem z nim w drużynie od lat występował z nim jego rówieśnik Johan Davidsson. Odszedł z klubu w czerwcu 2015. W marcu 2016 ogłosił zakończenie kariery.
Uczestniczył w turnieju mistrzostw świata w 2011.

## Sukcesy i nagrody
Reprezentacyjne
- Złoty medal mistrzostw Europy juniorów do lat 18: 1994
- Srebrny medal mistrzostw świata juniorów do lat 20: 1996
- Srebrny medal mistrzostw świata: 2011

Klubowe
- Złoty medal mistrzostw Szwecji: 1995, 2008, 2010 z HV71
- Srebrny medal mistrzostw Szwecji: 2009 z HV71

Indywidualne
- Elitserien 2008/2009:
  - Pierwsze miejsce w klasyfikacji asystentów w fazie play-off: 10 asyst[4]
- Elitserien 2009/2010:
  - Pierwsze miejsce w klasyfikacji strzelców wśród obrońców: 15 goli
  - Pierwsze miejsce w klasyfikacji kanadyjskiej wśród obrońców: 53 punktów (rekord ligi)
  - Pierwsze miejsce w klasyfikacji kanadyjskiej w fazie play-off wśród obrońców: 11 punktów
  - Pierwsze miejsce w klasyfikacji liczby goli zdobytych w przeewagach: 12 goli
- Mistrzostwa Świata w Hokeju na Lodzie 2011/Elita:
  - Pierwsze miejsce w klasyfikacji asystentów wśród obrońców: 4 asysty
  - Pierwsze miejsce w klasyfikacji kanadyjskiej wśród obrońców: 6 punktów
  - Skład gwiazd turnieju